# 卢卡·梅斯特里
卢卡·梅斯特里（Luca Maestri ，1963年10月14日—）是一位意大利商人，他也是蘋果公司的高级副总裁兼首席财务官。

## 教育
卢卡·梅斯特里拥有罗马路易斯大学的经济学学士學位和波士頓大學的管理学碩士学位。

## 职业
卢卡·梅斯特里曾在通用汽车任職。之后他于2009年在诺基亚网络和施乐担任财务总监。

### 苹果
2014年，卢卡·梅斯特里出任苹果公司的首席财务官。2018年到2020年期間，梅斯特里的年均薪酬为2600万美元。 